# أكيرا ميوشي
أكيرا ميوشي (باليابانية: 三善晃 ) (و. 1933 – 2013 م) هو ملحن، وعالم موسيقى، ومعلم موسيقى، وموزع (موسيقى) ياباني، ولد في سوغينامي، طوكيو، توفي عن عمر يناهز 80 عاماً.
.

## التعليم
تعلم في جامعة طوكيو، والمعهد الوطني العالي للموسيقى والرقص ‏.

## جوائز
حصل على جوائز منها:
- صاحب الاستحقاق الثقافي  [لغات أخرى]‏ (2001).

## وصلات خارجية
- أكيرا ميوشي على موقع IMDb (الإنجليزية)
- أكيرا ميوشي على موقع ميوزك برينز (الإنجليزية)
- أكيرا ميوشي على موقع أول ميوزيك (الإنجليزية)
- أكيرا ميوشي على موقع ديسكوغز (الإنجليزية)
- أكيرا ميوشي في قاعدة بيانات الأفلام على الإنترنت